# سرخ (فیلم)
سرخ (انگلیسی: Rouge) یک فیلم در ژانر رمانتیک و فانتزی است که در سال ۱۹۸۸ منتشر شد. از بازیگران آن می‌توان به لسلی چونگ، آنیتا موی، کارا هوی، لائو کار-وینگ، و پاتریک تسه اشاره کرد. دی‌وی‌دی این فیلم در سال ۲۰۲۲ توسط شرکت کرایتریون بازنشر شد.